# 흥업구락부
흥업구락부(興業俱樂部) 1925년 3월 23일 서울에서 조직된 기독교 및 기호파(畿湖派) 계열의 항일비밀결사로, 이승만이 이끄는 대한인동지회의 국내지부 역할을 하였다. 신흥우·이상재·구자옥·유억겸·이갑성·박동완·안재홍 등의 인물들과 종교인·변호사·교육자·의사·실업인들로 구성되었다.
1937년 중일 전쟁 발발 이후 일제의 한국 독립운동가 탄압이 대대적으로 이루어지는 과정에서 1938년 2월~9월 사이에 신흥우·구자옥 등 흥업구락부 관련자 54명이 경성서대문경찰서에 검거되었다. 이들은 강제로 전향성명서를 발표함으로써 기소유예로 감경되었고, 성명서 내용에 따라 흥업구락부는 해산되었다. 이를 흥업구락부사건(興業俱樂部事件)이라 한다.

## 역사

### 결성
1924년 북감리파총회(北監理派總會)와 기독교청년회간부협의회에 조선 대표로 참석한 조선기독교청년회전국연합회(한국YMCA) 총무 신흥우는 귀국길에 호놀룰루에서 이승만과 만났다. 당시 미국에는 이승만 중심의 대한인동지회와 안창호 중심의 대한인국민회가 각각 활동을 하고 있었다.
안창호가 국내에서 이미 서북파(西北派)를 구성 요소로 한 수양동우회를 결성, 활동하고 있었으므로, 신흥우와 이승만은 국내에 기독교 및 기호파(畿湖派) 계열을 구성 요소로 한 단체 겸 대한인동지회의 자매단체를 결성하기로 합의했다.
신흥우는 귀국 후 1924년 12월 15일 서울기독교청년회에서 단체를 조직하기 위한 준비회를 결성하고 운동의 목적 및 방법을 결의하였다.
1925년 3월 23일 신흥우의 집에서 신흥우·이상재·구자옥·유억겸·이갑성·박동완·안재홍 등 9명이 모여 실업 단체로 위장한 흥업구락부를 결성하였다.

### 활동
인적 구성 측면에서 조선기독교청년회전국연합회와 밀접한 관련이 있었으며, 기독교 기반의 애국계몽과 실력양성 운동을 목표로 했다. 흥업구락부의 결성은 3·1 운동 이후의 유화 국면에서 타협적인 자치운동이 발생하였기에 이에 대항하고, 이승만이 미국에 구축해 둔 항일 기지를 지원하는 데 목적이 있었다. 이 무렵 이광수가 중심이 된 흥사단 계열의 수양동맹회가 천도교 신파의 최린 계열과 함께 사실상 조선 독립을 포기하고 항일 운동의 목표를 자치권 획득으로 하향 조정하는 흐름을 주도하고 있었다.
흥업구락부는 3·1 운동에 직접 참여하지 못한 이승만이 국내에 지지 기반을 확보하는 계기가 되었다. 주로 서울과 경기도 출신의 기독교인이 참여하여 수양동맹회와 같이 안창호를 따르는 서북 지역 출신이 중심이 된 단체와는 가장 직접적으로 대립하는 관계였다. 또한, 기독교의 혜택을 받은 서구형 지식인들 위주로 구성되어 천도교나 동아일보 계열의 민족 운동과도 이질적이었다.
흥업구락부의 주요 활동은 이승만의 동지회에 대한 자금을 지원하는 것과 자치운동의 저지를 위하여 실력양성 운동을 재점화한 것 등이 있다. 1927년 좌우 합작의 신간회가 탄생했을 때 이상재와 유억겸, 안재홍, 박동완, 이갑성, 정춘수 등 흥업구락부 계열이 대거 참여했다. 이들은 신간회 우파 계열 가운데서 기독교와 조선일보 측을 대표했다.
흥업구락부는 1931년 경부터 산업부 설치 문제로 내분을 겪게 되었고, 설립의 주역이자 지도자 역할을 해온 신흥우가 자본가 회원들의 소극적인 자세를 비판한 뒤 적극신앙단을 새로 조직해 순수 기독교인 중심의 사회운동을 추구하기로 하면서 크게 약화되었다. 1930년대 중반부터는 실업인 친목단체 수준으로 활동이 미미해졌으며 개량화되었다는 비판을 들었다.

### 흥업구락부 사건 후 강제 해산
1937년 7월 7일 중일 전쟁 발발 후 일본 제국은 강압적인 사회 체제를 조성하면서 한국 독립운동가들을 대대적으로 탄압하였다.
1937년 가을 조선총독부는 윤치호·장덕수·유억겸·신흥우·장택상 등 청구구락부(靑丘俱樂部) 관계 인사를 먼저 검거하였다.
1938년 2월 조선총독부 경기도경찰부의 지휘 하에 경성서대문경찰서는 흥업구락부 관계자들을 체포하기 시작했다.
1938년 3월 10일 흥업구락부 관련자 구자옥 외 52명이 경성서대문경찰서에 체포되었다.
경성서대문경찰서는 1938년 5월 19일부터 4개월간 대대적인 검거 작업을 하였다.
1938년 9월 4일 동아일보 보도에 따르면 신흥우 등 54명은 '치안유지법 위반'으로 경성지방법원검사국에 송치되었었는데, 강제로 '전향성명서'를 발표함으로써 기소유예로 감경되었다. 성명서 내용에 따라 흥업구락부는 해산되었다. 이를 흥업구락부 사건(興業俱樂部事件)이라 한다.

### 해산 후
비슷한 시기에 수양동우회도 수양동우회 사건으로 해체되었다. 이 사건 이후 흥업구락부의 핵심 인물이던 윤치호, 신흥우, 유억겸, 정춘수, 장덕수 등은 친일파로 전향하여 전쟁 기간 중 일제에 적극적으로 협력하였다.

## 같이 보기
- 조선기독교청년회전국연합회
- 적극신앙단
- 수양동우회
- 이승만
- 신흥우